# Ніл Вокер
Ніл Вокер (англ. Neal Walker; 1956) — дипломат. Координатор системи ООН в Україні, Постійний представник ПРООН в Києві (з 2014).
Пан Вокер має 24-річний досвід роботи на посадах вищого рівня в Організації Об'єднаних Націй. До свого нового призначення в Україну він працював Координатором та Постійним представником ООН в Бангладеш (2011−2014) і Киргизстані (2006−2011). Пан Вокер обіймав інші посади як у ПР ООН, так і в Організації американських держав. Пан Вокер має ступінь в галузі політичних наук та ступінь магістра суспільних наук та міжнародних відносин Університету Пітсбурга (США).

## Біографія
Народився у 1956 році. Отримав диплом бакалавра з політичних наук в коледжі Екерд (Флорида, США) та ступінь магістра в галузі суспільних наук та міжнародних відносин в Університеті Піттсбурга (США).
У 1990–1993 рр. — помічник Постійного Представника ПРООН в Судані;
У 1993–1996 рр. — заступник Постійного Представника ПРООН в Екваторіальній Гвінеї;
У 1996–1999 рр. — заступник керівника з питань Північно-Східної Азії в регіональному представництві ПРООН в Азії та Тихоокеанському регіоні;
У 1999–2002 рр. — перший заступник Постійного Представника ПРООН в Гватемалі;
У 2002–2006 рр. — керівник Бюро по управлінню та підтримці офісів ПРООН в Латинській Америці;
У 2006–2011 рр. — координатор та Постійним Представником ООН в Киргизстані;
У 2011–2014 рр. — координатор та Постійним Представником ООН в Бангладеш;

### Координатор ООН

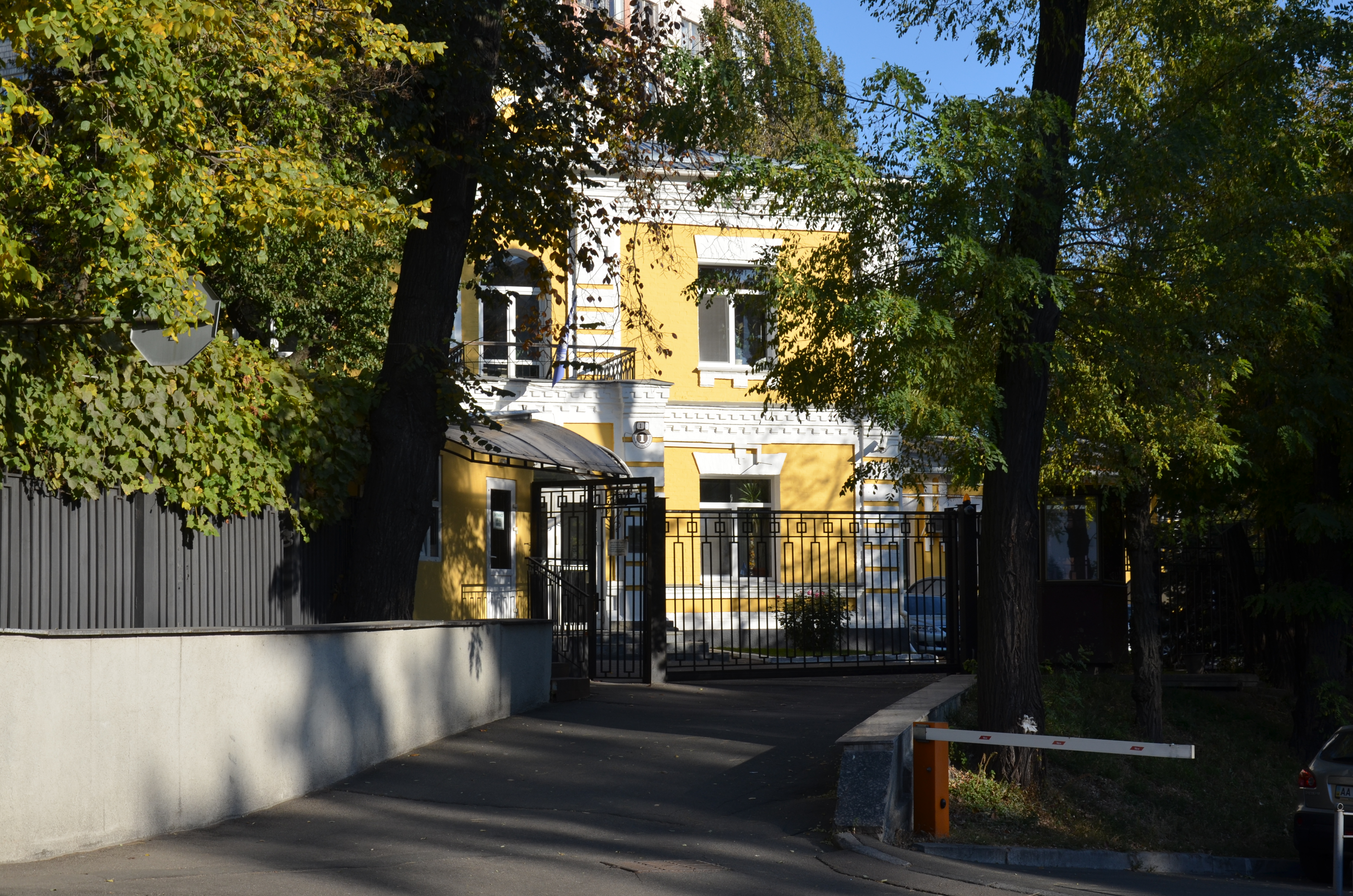
Представництво Програми розвитку Організації Об'єднаних Націй в Україні

4 жовтня 2014 року пан Ніл Вокер почав працювати на посаді Координатора системи ООН та Представника Програми розвитку ООН в Україні. 21 січня 2015 року Ніл Вокер був також призначений Координатором з гуманітарних питань в Україні.
«Організація Об'єднаних Націй в Україні є неупередженою організацією, яка спрямовує свої знання, оперативний та технічний досвід на допомогу українському урядові як у вирішенні складних проблем на Сході, так і  в підтримці процесів реформування, що відбуваються в Україні. Усі установи ООН в Україні об'єднані спільними баченням і метою — допомогти Уряду краще задовольняти потреби усіх громадян, сьогодні і в майбутньому», − зазначив пан Вокер, представляючи свої вірчі грамоти у Міністерстві закордонних справ.